# 鬣龜䲁
鬣龜䲁（學名：Parenchelyurus hyena），又稱鬣擬鰻尾䲁，為輻鰭魚綱鳚形目䲁科龜䲁屬的一種，分布於西太平洋巴布亞紐幾內亞海域，本魚體長橢圓，稍側扁，j無頭部卷鬚和冠膜，背鰭硬棘10-11枚、背鰭軟條16-17枚、臀鰭硬棘2枚、臀鰭軟條20-21枚，體長可達3.8公分，棲息在水淺的顏郊區，雌魚產附著性卵，雄魚有護卵行為，幼魚為浮游性，生活習性不明。